# Molekulare Epidemiologie
Die molekularen Epidemiologie bzw. molekulare Surveillance ist der Bereich der Epidemiologie, bei dem Erkenntnisse aus dem molekularen Aufbau von Pathogenen gewonnen werden, z. B. aus der DNA-Sequenz oder der Aminosäuresequenz. Die im Rahmen der molekularen Untersuchung gewonnenen Erkenntnisse dienen unter anderem der Überwachung epidemischer Krankheitserreger.

## Eigenschaften
Die molekulare Epidemiologie verwendet sequenzbasierte Daten oder andere Typisierungsdaten eines oder mehrerer Biomarker zur Bestätigung oder zum Ausschluss von Epidemien, zur Ermittlung der Transmission und der Infektionswege, der Verbreitung, der Replikation und der Diversität von Pathogenen. Fehlerquellen der molekularen Epidemiologie sind z. B. eine unvollständige Datenerfassung. Teilweise können Erkenntnisse aus der molekularen Epidemiologie auch in eine Änderung von Handlungsanweisungen münden.
Projekte zur Koordinierung von Erkenntnissen und Methoden sind z. B. STROBE und STROME-ID.

## Methoden
Neben der DNA-Sequenzierung und anderen Genotypisierungsmethoden wird unter anderem auch die RNA-Seq und die Proteinsequenzierung verwendet.

## Geschichte
Die Bezeichnung ‚molekulare Epidemiologie‘ wurde 1973 durch E. D. Kilbourne geprägt und 1993 präzisiert.